# روعة أوجيه
روعة أوجيه (مواليد 1984 - ) مذيعة لبنانية من مدينة طرابلس شمال لبنان تعمل في قناة الجزيرة. عملت أوجيه سابقاً في قناة فرانس24. خرّيجة كلية الإعلام من الجامعة اللبنانية، وحائزة على ماجيستير في الإعلام من جامعة البلمند في لبنان، وعلى ماجيستير في الجيوسياسة من المعهد الفرنسي للجيوسياسة التابع لجامعة باريس 8.